# Кубанская ГЭС-2
Кубанская ГЭС-2 (Куршавская ГЭС-2, ГЭС-2 Каскада Кубанских ГЭС) — гидроэлектростанция в Карачаево-Черкесии, у посёлка Ударный Прикубанского района, на 76-м километре Большого Ставропольского канала. Входит в состав Каскада Кубанских ГЭС (группа Куршавских ГЭС), являясь его третьей ступенью. Крупнейшая по мощности станция каскада. Собственником Кубанской ГЭС-2 является ПАО «РусГидро».

## Конструкция станции
Кубанская ГЭС-2 представляет собой высоконапорную деривационную электростанцию с подводящей деривацией в виде канала. Благодаря наличию бассейна суточного регулирования, станция работает в пиковой части графика нагрузок. Особенностью станции является отсутствие холостого водосброса, пропуск воды производится только через гидроагрегаты. Установленная мощность электростанции — 184 МВт, проектная среднегодовая выработка электроэнергии — 600 млн кВт·ч, фактическая среднемноголетняя выработка электроэнергии — 525 млн кВт·ч. Сооружения ГЭС включают в себя:.
- бассейн суточного регулирования (БСР), площадью 0,8 км², полной ёмкостью 4,29 млн м³, полезной ёмкостью 2,29 млн м³, отметка нормального подпорного уровня (НПУ) — 590,7 м. Бассейн расположен в полувыемке-полунасыпи, в пониженных местах рельефа ограждается двумя дамбами максимальной высотой 12,5 м, длиной 1500 м и 1150 м. БСР сопрягается с Большим Ставропольским каналом при помощи шлюза-регулятора № 2;
- подводящий канал от БСР до водоприёмника, полигонального сечения, длиной 1500 м, пропускной способностью 180 м³/с;
- водоприёмник сифонного типа, четырёхпролётный;
- напорные трубопроводы, состоящие из четырёх ниток, каждая нитка имеет длину 1535 м и диаметр 4 м. Нитки имеют разную конструкцию, две полностью металлические, другие две на длине 820 м выполнены из железобетона (и засыпаны грунтом), на остальной части длины — металлические;
- здание ГЭС;
- отводящий канал длиной 1500 м, полигонального сечения, соединяющий здание ГЭС и выравнивающее водохранилище. Также принимает сток р. Куршавы и балки Коннозаводская. Пропускная способность канала — 376 м³/с;
- выравнивающее водохранилище, служащее для сглаживания неравномерностей поступления воды от ГЭС в Большой Ставропольский канал при изменении режимов работы гидроэлектростанции. Водохранилище расположено в долине р. Куршавы. Площадь водохранилища 2,1 км², полная ёмкость 11,9 млн м³, полезная ёмкость 2,44 млн м³, отметка НПУ — 468,8 м. Водохранилище образовано земляной плотиной длиной 700 м и максимальной высотой 22 м. Водосбросные сооружения представлены шлюзом-регулятором № 3 (три донных пролёта шириной по 6 м), пропускной способностью 150 м³/с и поверхностным холостым водосбросом пропускной способностью 100 м³/с, представляющим собой автоматический водослив с бетонным быстротоком, водобойным колодцем и отводящим каналом.

Здание ГЭС наземное, длиной 89,9 м, полуоткрытого типа — с размещением козлового крана грузоподъёмностью 200 т на крыше здания. В машинном зале здания ГЭС установлены четыре вертикальных гидроагрегата мощностью по 46 МВт с радиально-осевыми турбинами РО 170-638А-250, работающими на расчётном напоре 114,5 м. Перед турбинами расположены дисковые затворы. Турбины приводят в действие гидрогенераторы ВГС-525/150-20. Производитель гидротурбин — харьковское предприятие «Турбоатом», генераторов — завод «Уралэлектротяжмаш». С генераторов электроэнергия передаётся на силовые трансформаторы и автотрансформаторы (один ТДЦ-125000/110 и два АТДЦТГ-120000/347/121/10,5), а с них — на открытые распределительные устройства (ОРУ) напряжением 110 кВ и 330 кВ. В энергосистему электроэнергия станции выдаётся по следующим линиям электропередачи:.
- ВЛ 6 кВ ГЭС-2 — ГЭС-1 (Ф-62);
- ВЛ 6 кВ ГЭС-2 — пос. Ударный (Ф-63);
- ВЛ 6 кВ ГЭС-2 — ПС Облместпром (Ф-66);
- ВЛ 110 кВ ГЭС-2 — ПС Майская (Л-147);
- ВЛ 110 кВ ГЭС-2 — ГЭС-1 (Л-47);
- ВЛ 110 кВ ГЭС-2 — ПС Т-302 (Л-49);
- ВЛ 330 кВ ГЭС-2 — ПС Машук;
- ВЛ 330 кВ ГЭС-2 — Новочеркасская ГРЭС.

- Сооружения и оборудование Кубанской ГЭС-2
- Машинный зал
- Шахта турбины
- Предтурбинный затвор
- Отводящий канал
- Козловой кран
- Напорные водоводы
- Распределительное устройство (ОРУ-110 кВ)

## История строительства и эксплуатации
В 1935—1940 годах в соответствии с Постановлением Совнаркома СССР была разработана Схема обводнения Ставрополья. В соответствии с ней, было намечено строительство двух обводнительно-оросительных систем: Кубань-Егорлыкской и Кубань-Калаусской (с 1968 года — Большой Ставропольский канал). Проектное задание первой очереди Кубань-Калаусской системы было разработано Пятигорским филиалом института «Южгипроводхоз» и утверждено в 1956 году. В проектном задании институтом «Укргидропроект» был выполнен раздел, посвящённый гидроэнергетическому использованию канала. С 1956 года проектирование энергетических сооружений по трассе канала было выделено в отдельный титул и поручено институту «Гидропроект».
По первоначальным проработкам каскада, напор на ГЭС-2 должен был составить 180 м, а мощность станции — 120 МВт. В ходе дальнейшего проектирования, благодаря увеличению пропускной способности Большого Ставропольского канала, удалось существенно увеличить мощность и выработку Кубанской ГЭС-2. Строительство станции было начато в 1961 году организацией «Севкавгидроэнергострой», первые два гидроагрегата Кубанской ГЭС-2 были пущены в 1967 году, третий в 1968 году и четвёртый в 1969 году. В ходе строительства станции была произведена выемка 3765 тыс. м³ и насыпь 1399 тыс. м³ мягкого грунта, а также насыпь 72 тыс. м³ каменной наброски, дренажей и фильтров. Было уложено 66,9 тыс. тонн бетона и железобетона, смонтировано 12,4 тыс. тонн металлоконструкций и механизмов. На момент ввода в эксплуатацию Кубанская ГЭС-2 являлась крупнейшей гидроэлектростанцией на Северном Кавказе, удерживая первенство до пуска Чиркейской ГЭС. В перспективе, после пуска Зеленчукской ГЭС планировалось увеличение мощности станции на 200 МВт, но эти планы не были осуществлены.
20 октября 1967 года дирекция строящихся Кубанских ГЭС была преобразована в Каскад Кубанских ГЭС в состав которого вошли 5 электростанций (ГАЭС, ГЭС-1, ГЭС-2, ГЭС-3, ГЭС-4). С 1 апреля 1972 года Кубанская ГЭС-2 в составе каскада Кубанских ГЭС была передана в ведение районного энергетического управления «Ставропольэнерго», которое в 1988 году было преобразовано в Ставропольское производственное объединение энергетики и электрификации «Ставропольэнерго», на базе которого в 1993 году было создано ОАО «Ставропольэнерго». В 2005 году в ходе реформы РАО «ЕЭС России» Кубанская ГЭС-1 вместе с другими ГЭС каскада была выделена из состава ОАО «Ставропольэнерго» в ОАО «Ставропольская электрическая генерирующая компания», которое в свою очередь в 2006 году перешло под контроль ОАО «ГидроОГК» (позднее переименованного в ОАО «РусГидро»). В 2008 году ОАО «Ставропольская электрическая генерирующая компания» было ликвидировано, и Кубанская ГЭС-2 вошла в состав филиала ОАО «РусГидро» — Каскад Кубанских ГЭС.
Оборудование Кубанской ГЭС-2 отработало более 50 лет, в связи с чем ведётся его модернизация. В 1977—1983 годах на станции заменили рабочие колёса гидротурбин, с изменением типа гидротурбин с РО 638-ВМ-250 на РО 170-638А-250. По состоянию на 2022 год, ведётся замена силовых трансформаторов станции и реконструкция открытых распределительных устройств 110 кВ и 330 кВ с заменой на комплектные распределительные устройства элегазовые (КРУЭ).